# Salsola passerina
Salsola passerina är en amarantväxtart som beskrevs av Aleksandr Andrejevitj Bunge. Salsola passerina ingår i släktet sodaörter, och familjen amarantväxter. Inga underarter finns listade i Catalogue of Life.